# Мир (батискаф)
| Мир                        | Мир                                       | Мир                                       |
| -------------------------- | ----------------------------------------- | ----------------------------------------- |
|                            |                                           |                                           |
|                            |                                           |                                           |
|                            |                                           |                                           |
| Під прапором               | Росія                                     | Росія                                     |
| Порт приписки              | Калінінград                               | Калінінград                               |
| Спуск на воду              | 1987                                      | 1987                                      |
| Виведений зі складу флоту  | 2015 («Мир-1»)                            | 2015 («Мир-1»)                            |
| Сучасний статус            | активне («Мир-2»)                         | активне («Мир-2»)                         |
| Проєкт                     |                                           |                                           |
| Тип ПЧ                     | батискаф                                  | батискаф                                  |
| Розробник проєкту          | Rauma-Repola Oceanics / Lokomo, Фінляндія | Rauma-Repola Oceanics / Lokomo, Фінляндія |
| Основні характеристики     |                                           |                                           |
| Швидкість (підводна)       | 5 вз                                      | 5 вз                                      |
| Робоча глибина занурення   | 6 000 м                                   | 6 000 м                                   |
| Гранична глибина занурення | 6 500 м                                   | 6 500 м                                   |
| Автономність плавання      | 246 люд.год                               | 246 люд.год                               |
| Екіпаж                     | 3 особи                                   | 3 особи                                   |
| Розміри                    |                                           |                                           |
| Довжина найбільша (по КВЛ) | 7,8 м                                     | 7,8 м                                     |
| Ширина корпусу найб.       | 3,8 м                                     | 3,8 м                                     |
| Висота                     | 3 м                                       | 3 м                                       |
| Озброєння                  |                                           |                                           |

Мир (рос. Мир)  — серія з двох радянських та російських глибоководних апаратів для океанологічних досліджень та рятувальних операцій на великій глибині. Представлена двома апаратами «Мир-1» та «Мир-2».

## Історія
Батискафи спроєктовані фінською компанією «Rauma-Repola Oceanics» та споруджені на судноверфі «Hollming» у місті Раума в 1987 році. Разом із науково-дослідним судном «Академік Мстислав Келдиш» ввійшли до єдиного дослідницького комплексу. Незмінним керівником експедицій за участі апаратів був океанолог Анатолій Сагалевич. Після випробувань із зануреннями у Ботнічній затоці та Атлантичному океані на максимальні глибини 6170 м («Мир-1») та 6 120 м («Мир-2») 17 грудня 1987 року здані в експлуатацію. Після розпаду СРСР разом із судном забезпечення «Академік Мстислав Келдиш» ввійшли до складу флоту Росії.

## Характеристика
Апарат має габарити 7,8 м у довжину, 3,8 м — у ширину та 3 м — у висоту. Вага всієї конструкції становить 18 600 кг, при цьому максимальне корисне навантаження — 290 кг. Стінки корпусу товщиною 5 см, внутрішній діаметр робочої зони — 2,1 м. Три ілюмінатори мають товщину скла 18 см.
Силова установка представлена електричним двигуном потужністю 9 кВт та двома боковими маніпуляторами потужністю 2,5 кВт, живлення яких забезпечують нікель-кадмієві акумулятори потужністю 100 кВт·год. Максимальна швидкість під водою становить 5 вузлів. Робоча глибина — 6000 м, максимально гранична — 6500 м. Екіпаж батискафа складається з 3 осіб. Автономність роботи — 246 люд·год.

## Експлуатація
Апарати експлуатувалися російським Інститутом океанології ім. П. П. Ширшова. Нині в експлуатації перебуває апарат «Мир-2». «Мир-1» виставлений як музейний експонат в калінінградському Музеї Світового океану. Апарати були залучені до глибоководних робіт під час масштабних експедицій до затонулих «Титаніка», «Бісмарка» та «Курська», при вивченні глибин морів на Північному полюсі, озера Байкал та Женевського озера.